# Деджене Берхану
Деджене Берхану (амх. ደጀኔ ብርሃኑ; Пустой шаблон {{ВД-Преамбула}} ) — эфиопский легкоатлет, который специализировался на дальних дистанциях.

## Карьера
Берхану занял 11-е место в короткой гонке на чемпионате мира по пересечённой местности 2004 года и пятое место в забеге на 5000 метров на летних Олимпийских играх в Афинах. Затем последовала пара успешных финишей на чемпионате мира по пересечённой местности в следующем году. Берхану был седьмым в короткой гонке и шестым в длинной гонке. Он снова участвовал в гонке на 5000 метров на чемпионате мира в Хельсинки, заняв восьмое место.
В 2006 году Берхану сосредоточился на марафоне. Он отказался от пересечённой местности ради Роттердамского марафона, где занял четвёртое место со временем 2:08:46. Осенью он пробежал Чикагский марафон в качестве замены Феликса Лимо. Пробежав с лидерами половину дистанции за 1:03:15, Берхану сбавил темп после 30 км и финишировал девятым со временем 2:12:27.

## Смерть
Берхану покончил жизнь самоубийством 29 августа 2010 года, в возрасте 29 лет, в Эфиопии.

## Международные результаты
| Год  | Турнир                                           | Город                 | Место | Дистанция      | Время    |
| ---- | ------------------------------------------------ | --------------------- | ----- | -------------- | -------- |
| 2000 | Чемпионат Африки по лёгкой атлетике              | Алжир, Алжир          | 2-e   | 10,000 м       | 28:41.11 |
| 2003 | Всеафриканские игры                              | Абуджа, Нигерия       | 3-е   | 10,000 м       | 27:47.19 |
| 2003 | Всемирный легкоатлетический финал                | Монте-Карло, Монако   | 6-е   | 5000 м         |          |
| 2004 | Чемпионат мира по бегу по пересечённой местности | Брюссель, Бельгия     | 11-е  | Короткая гонка | 11:56    |
| 2004 | Летние Олимпийские игры                          | Афины, Греция         | 5-е   | 5000 м         | 13:16.92 |
| 2004 | Всемирный легкоатлетический финал                | Монте-Карло, Монако   | 2-е   | 5000 м         |          |
| 2005 | Чемпионат мира по бегу по пересечённой местности | Сент-Гальмье, Франция | 7-е   | Короткая гонка | 11:43    |
| 2005 | Чемпионат мира по бегу по пересечённой местности | Сент-Гальмье, Франция | 6-е   | Длинная гонка  | 35:42    |
| 2005 | Чемпионат мира по лёгкой атлетике                | Хельсинки, Финляндия  | 8-е   | 5000 м         | 13:34.98 |
| 2007 | Чемпионат мира по лёгкой атлетике                | Осака, Япония         | 31-е  | марафон        | 2:27:50  |